# Terfeziàcies
Les terfeziàcies (Terfeziaceae) són una antiga família de fongs ascomicots de l'ordre dels pezizals (Pezizales), conegudes com a tòfones d'arenal, turmes o tòfones del desert. La família incloïa tres gèneres,  Terfezia, Tirmania, i Mattirolomyces, avui integrats en la família Pezizaceae.
Són endèmiques de zones àrides i semiàrides de la regió mediterrània, nord d'Àfrica i l'Orient Mitjà. Fan ectomicorrizes amb espècies d'heliantems (Helianthemum), estepes (Cistus), alzines, roures i pins. Fan pocs centímetres de diàmetre i pesen de 30 a 300 grams. Sovint s'utilitzen com un ingredient culinari encara que no tenen el mateix gust de les tòfones negra o blanca.

## Taxonomia
- Terfezia arenaria
- Terfezia boudieri
- Terfezia claveryi
- Terfezia leptoderma
- Terfezia terfezioides - assignada per anàlisi filogenètic a al gènere Mattirolomyces.[2]
- Tirmania nivea
- Tirmania pinoyi